# Vito Spatafore
Vito Spatafore, Sr., interprété par Joseph R. Gannascoli, est un personnage fictif de la série télévisée d'HBO Les Soprano. Il fut un capo de la Famille DiMeo.

Spécialisé dans le bâtiment, Vito travaille pour Tony Soprano et avec lui va grimper dans la hiérarchie de la mafia. Son homosexualité révélée signera son arrêt de mort par Phil Leotardo. Sa mort créera des tensions avec la Famille Lupertazzi.